# Hémonstoir
Hémonstoir é uma comuna francesa na região administrativa da Bretanha, no departamento Côtes-d'Armor. Estende-se por uma área de 13,98 km². Em 2010 a comuna tinha 720 habitantes (densidade: 51,5 hab./km²).